# Leiurus somalicus
Espèce
Leiurus somalicus est une espèce de scorpions de la famille des Buthidae.

## Distribution
Cette espèce est endémique de Somalie. Elle se rencontre vers Sar Uanle.

## Étymologie
Son nom d'espèce lui a été donné en référence au lieu de sa découverte, la Somalie.

## Publication originale
- Lourenço & Rossi, 2016 : « One more African species of the genus Leiurus Ehrenberg, 1828 (Scorpiones: Buthidae) from Somalia. » Arachnida - Rivista Aracnologica Italiana, vol. 6, p. 21-31.